# Oudeschip
Oudeschip ist die nördlichste Ortschaft des niederländischen Festlandes. Sie gehört zur Gemeinde Het Hogeland und liegt in der Provinz Groningen.

## Infrastruktur
Da nördlich des Dorfes der Eemshaven liegt, ist die Verkehrsanbindung gut ausgebaut. Im Osten passiert die N33 das Dorf, im Westen die N46, die den Eemshaven auf direktem Weg mit Groningen verbindet.
Das Dorf selbst hat nur wenige Straßen: den Dijkweg, der entlang des alten Deichs von Westen nach Osten führt, den Molenweg, den Derk Luddesweg und den Buitenweg, die das Dorf mit Oosteinde und Roodeschool verbinden.

## Einrichtungen
Die alte Schule auf dem Dijkweg wurde bereits vor einigen Jahrzehnten geschlossen. Daher besuchen die Kinder, die in Oudeschip wohnen, Schulen in den umliegenden Dörfern. Am Molenweg befindet sich das Dorfhaus „Diggelschip“, das die einzige öffentliche Einrichtung des Dorfes darstellt. Das „Diggelschip“ liegt direkt neben dem Spielplatz und einem Kramladen.

## Geschichte
Der Name „Oudeschip“ (übersetzt etwa: „Altes Schiff“) wird darauf zurückgeführt, dass am alten Deich jahrelang ein gestrandetes Schiff gelegen haben soll. Die erste urkundliche Erwähnung geht auf das Jahr 1778 zurück.
Im Westen hat der Deich heute einen Knick, da er dort gegen 1750 bei einer Sturmflut brach, die dort ein tiefes Loch, das sogenannte Aeilsgat, hinterließ.